# Llac Waccamaw
Waccamaw — Lake Waccamaw (anglès)— és un llac d'aigua dolça al comtat de Columbus, a Carolina del Nord. És el més gran dels llacs naturals dels Carolina bay.  Tot i que en molts Carolina bays son habituals els arbres anomenats en anglès «bay» (Magnolia virginiana L., Gordonia lasianthus Ellis i Persea), el terme "bay" no fa referència als arbres, sinó que prové d'una publicació científica de Glenn (1895), que usà la paraula "bay" (que descrigué com "extensions semblants a un llac") per referir-se a aquestes característiques prop de la ciutat de Darlington, Carolina del Sud. El llac Waccamaw s'alimenta de quatre rierols: els First, Second, Third, i Big Creek. L'efluent forma el riu Waccamaw, que davalla cap al sud-sud-oest desembocant a l'Atlàntic prop de Georgetown (Carolina del Sud).

## Geografia
El llac Waccamaw té un fons ample i pla de gyttja (una mena de fang) i torba, envoltat per aigües poc profundes de sorra i bancs sorrencs submergits que s'estenen fins als 1,650 ft (500 m) aigües endins. El llac té forma ovalada i mesura unes 5.2 milles (8.4 km) per 3.5 milles (5.6 km), i cobreix 8,938 acres (3,617 ha) amb una profunditat mitjana de 7.5 peus (2.3 m) i una costa d'unes 14 milles (23 km). El 70% del fons del llac està compost de sorra clara, mentre que el 30% central està recobert d'un dipòsit de torba fibrosa i polposa. El llac s'alimenta principalment del Big Creek i dels aiguamolls circumdants. La matèria orgànica de la vegetació en descomposició dels pantans fa que l'aigua tingui el color del te. El llac és ple de vida. A diferència de la majoria dels altres llacs dels Carolina bays, el llac Waccamaw obté la major part de l'aigua dels pantans circumdants, en lloc de l'aigua de la pluja directa. Un penya-segat de pedra calcària al llarg de la riba nord filtra l'aigua i en redueix l'acidesa, fent que el llac sigui ideal per a una àmplia gamma de vida aquàtica. El llac Waccamaw té diversos cirsos d'aigua que l'alimenten, anomenats First Little, Second Little i Third Little Creek i Big Creek, així com aigua provinent del pantà Friar. Aquests rierols neixen a partir de fonts subterrànies.

## Geologia

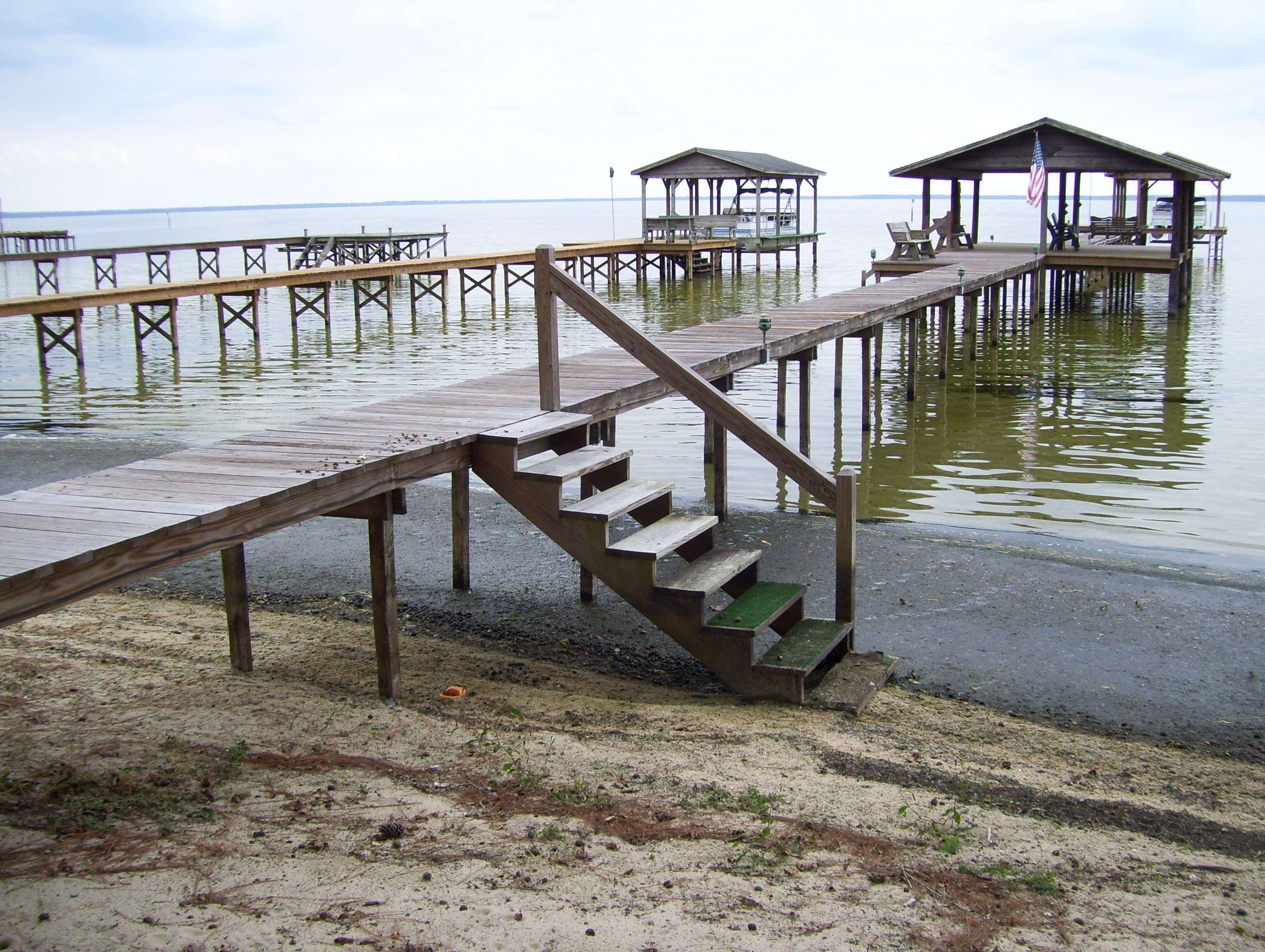
Nivell de l'aigua des de la costa el 2007 per Joey Nobles

El llac Waccamaw és un dels Carolina Bays més grans. Treballs recents del Servei Geològic dels Estats Units han interpretat que els Carolina Bays es formaren fa milers d'anys, quan el clima era més fred, més sec i més ventós.  Els llacs termo-càrstics es desenvolupen per la descongelació del sòl congelat (permafrost) i per la posterior modificació pel vent i l'aigua. Així doncs, aquesta interpretació suggereix que el permafrost s'estenia fins al sud de dels Carolina Bays durant la darrera glaciació i (o glaciacions anteriors).
S'estima que el llac té una edat d'entre 15.000 i 30.000 anys. Està sobre estrats que contenen fòssils de diverses edats, entre aquest la pedra calcària de Goose Creek del Pliocè inferior i la formació Waccamaw del Plistocè inferior. El 2008 al llac s'hi trobà un fòssil de balena. Els científics que estudiaren els ossos de la balena conclouen que es podria datar de fa entre 1 i 3 milions d'anys. El crani de la balena ha estat restaurat i s'exhibeix al Parc Estatal del Llac Waccamaw gràcies a un préstec de llarga durada del Museu de Ciències Naturals de Carolina del Nord .

## Ecologia
El llac i els seus entorns és l'habitat de diverses espècies endèmiques, com ara Etheostoma perlongum, Fundulus waccamensis, o Menidia extensa aquesta darrera exclusiva del llac Waccamaw. L'aigua també conté una inusual varietat de mol·luscs. L'anàlisi genètica mostra que les espècies de musclos declarades com a endèmiques no són diferents de les poblacions de fora del llac, però molts dels mol·luscs i peixos d'aigua dolça que es troben al llac estan en perill, especialment amb la disminució de la qualitat de l'aigua. Es registren quinze espècies de musclos i cloïsses al llac. De les 11 espècies de cargols, Waccamaw amnicola també és endèmica del llac. Al llac Waccamaw també hi ha al·ligàtors.
| Espècies                   | Família        | Hàbitat       | Nivell tròfic | Estatus |
| -------------------------- | -------------- | ------------- | ------------- | ------- |
| Acantharchus pomotis       | Centrarchidae  | demersal      | 3.0           | nadiu   |
| Ameiurus catus             | Ictaluridae    | demersal      | 3.8           | nadiu   |
| Ameiurus natalis           | Ictaluridae    | demersal      | 3.3           | nadiu   |
| Ameiurus platycephalus     | Ictaluridae    | demersal      | 3.4           | nadiu   |
| Amia calva                 | Amiidae        | demersal      | 3.8           | nadiu   |
| Anguilla rostrata          | Anguillidae    | demersal      | 3.7           | nadiu   |
| Aphredoderus sayanus       | Aphredoderidae | demersal      | 3.4           | nadiu   |
| Centrarchus macropterus    | Centrarchidae  | demersal      | 3.7           | nadiu   |
| Cyprinus carpio carpio     | Cyprinidae     | bentopelàgic  | 3.0           | nadiu   |
| Dorosoma cepedianum        | Clupeidae      | pelàgic       | 2.0           | nadiu   |
| Elassoma zonatum           | Elassomatidae  | demersal      | 3.0           | nadiu   |
| Enneacanthus gloriosus     | Centrarchidae  | demersal      | 3.0           | nadiu   |
| Enneacanthus obesus        | Centrarchidae  | demersal      | 3.0           | nadiu   |
| Erimyzon oblongus          | Catostomidae   | demersal      | 2.8           | nadiu   |
| Erimyzon sucetta           | Catostomidae   | demersal      | 2.8           | nadiu   |
| Esox americanus americanus | Esocidae       | demersal      | 3.4           | nadiu   |
| Esox niger                 | Esocidae       | demersal      | 4.0           | nadiu   |
| Etheostoma fusiforme       | Percidae       | bentopelàgic  | 3.2           | nadiu   |
| Etheostoma perlongum       | Percidae       | bentopelàgic  | 3.4           | endèmic |
| Fundulus waccamensis       | Fundulidae     | benthopelagic | 3.0           | endèmic |
| Gambusia affinis           | Poeciliidae    | bentopelàgic  | 3.2           | nadiu   |
| Lepisosteus osseus         | Lepisosteidae  | demersal      | 4.2           | nadiu   |
| Lepomis auritus            | Centrarchidae  | demersal      | 3.1           | nadiu   |
| Lepomis gibbosus           | Centrarchidae  | bentopelàgic  | 3.1           | nadiu   |
| Lepomis gulosus            | Centrarchidae  | demersal      | 3.7           | nadiu   |
| Lepomis macrochirus        | Centrarchidae  | bentopelàgic  | 3.3           | nadiu   |
| Lepomis punctatus          | Centrarchidae  | demersal      | 3.0           | nadiu   |
| Menidia extensa            | Atherinidae    | pelàgic       | 3.2           | endèmic |
| Micropterus salmoides      | Centrarchidae  | bentopelàgic  | 3.8           | nadiu   |
| Morone americana           | Moronidae      | demersal      | 3.0           | nadiu   |
| Notemigonus crysoleucas    | Cyprinidae     | demersal      | 3.0           | nadiu   |
| Notropis chalybaeus        | Cyprinidae     | bentopelàgic  | 3.0           | nadiu   |
| Notropis petersoni         | Cyprinidae     | bentopelàgic  | 3.0           | nadiu   |
| Noturus gyrinus            | Ictaluridae    | demersal      | 3.2           | nadiu   |
| Perca flavescens           | Percidae       | bentopelàgic  | 3.7           | nadiu   |
| Pomoxis nigromaculatus     | Centrarchidae  | bentopelàgic  | 4.2           | nadiu   |
| Umbra pygmaea              | Umbridae       | demersal      | 3.6           | nadiu   |

A l'octubre de 2012 hi va haver una invasió d’Hydrilla. Es calcula que els esforços per erradicar la planta invasora al llac duraren entre 5 i 7 anys.
Una presa a la sortida, construïda el 1926, en regula el nivell.